# Михайловское сельское поселение (Тацинский район)
Михайловское сельское поселение — муниципальное образование в Тацинском районе Ростовской области.
Административный центр поселения — хутор Михайлов.

## География
Муниципальное образование расположено в северо-западной части Тацинского района по обе стороны реки Быстрой.
Расстояние административного центра поселения до районного центра — 25 км.

## История
История хутора Михайлов (ныне который является центром Михайловского сельского поселения) начинается с середины XIX века, когда на левом берегу реки Быстрая поселились 10 казачьих семей. Своё название хутор получил в честь самого богатого казака Михайлова.
Жители хутора занималось земледелием. Дворы наделялись землей в зависимости от количества взрослых мужчин в семье. В 1913 году хутор насчитывал уже 250 дворов. Хутором управлял атаман, которого избирался сроком на 3 года.
В годы Гражданской войны на территории хутора проходили военные действия между белыми и красными, селение несколько раз переходило из рук в руки. С января по май 1919 года она был занят красными, которые затем были вынуждены отступить.
В 1920 году в районе окончательно установилась советская власть. Был образован Михайловский сельский совет, в состав которого вошли следующие хутора: Зарубин, Гремучий, Потапов, Новопавловка, Михайлов.
Уголь в Михайлове добывают с давних пор. Раньше на его территории во многих местах пласты угля даже выходили на поверхность. В основном его добывали для собственных нужд, излишки продукции продавали жителям соседних хуторов. В 1900 году в районе старой школы (улица Школьная) была открыта шахта, которая была закрыта во время беспорядков 1905 года.
Ещё несколько шахт были построены в первой четверти XX века.

## Административное устройство
В состав Михайловского сельского поселения входят:
- хутор Михайлов;
- хутор Гремучий;
- хутор Зарубин;
- хутор Игнатенко;
- хутор Карпово-Обрывский;
- хутор Комиссаров;
- хутор Маслов;
- хутор Новопавловка;
- хутор Потапов.

## Население
| 2010  | 2012  | 2013  | 2014  | 2015  | 2016  | 2017  |
| ----- | ----- | ----- | ----- | ----- | ----- | ----- |
| 4626  | ↘4445 | ↘4333 | ↘4301 | ↘4248 | ↘4216 | ↘4150 |
| 2018  | 2019  | 2020  | 2021  |       |       |       |
| ↘4087 | ↘4040 | ↘3997 | ↘3931 |       |       |       |